# 피닉스 (비디오 게임)
피닉스(Phoenix, 일본어: フェニックス)는 1980년 12월 출시된 고정형 슈팅 아케이드 게임이다. 히라오카 또는 TPN에 의해 일본에서 개발된 이 게임은 1980년 12월 타이토에 의해 일본에서 출시되었다. 이후 유럽에서 출시되었고, 그 뒤 센투리와 암스타 일렉트로닉스에 의해 1981년 1월 출시되었다.

## 같이 보기
- 아케이드 비디오 게임의 황금기